# Greg Bear
Gregory Dale 'Greg' Bear (San Diego, Kalifornia, 1951. augusztus 20. – 2022. november 19.) amerikai sci-fi író és illusztrátor. A San Diego Comic-Con egyik alapítója.

## Életpályája
1951. augusztus 20-án a kaliforniai San Diegóban született, Wilma M. Bear és Dale F. Bear gyermekeként. Apja a haditengerészet hivatásos állományában szolgált, így fiatalkorában sokat utazott, bejárva Japánt, a Fülöp-szigeteket, Alaszkát és az Egyesült Államok tengerészeti támaszpontjaihoz közel eső részeit is.
A San Diego-i Állami Egyetem hallgatójaként (1968-1973) szerzett Bachelor of Arts (a bölcsészettudományok/filológia baccalaureusa) szintű diplomát. Egyetemi tanulmányai mellett Elizabeth Chater tanársegédjeként dolgozott a tudományos-fantasztikus szerzői tanszakon. Chaterrel később is megőrizték barátságukat.

## Írói pályakezdése
Csak 10 éves (1961) volt, amikor Alaszkában befejezte első novelláját. Ezt a történetét még egy teljes évig írta, de 13-14 éves korától (1964-1965) rendszeresen küldött novellákat a különböző magazinoknak. 15 évesen, 1967-ben sikerült első történetét, a 'Destroyers' (Pusztítók)-at eladnia a Robert A. W. Lowndes-szerkesztette, a '60-as és '70-es években negyedévenként megjelenő Famous Science Fiction-nek. Bár a következő publikált történet csak öt év múlva jött össze, huszonhárom éves korára már rendszeresen jelentek meg rövidebb művei.
Első regényét (Hegira) tizenkilenc esztendősen fejezte be, s az jelentős átdolgozás után, 1979-ben került a boltokba. 1983-ban az Arkham House kiadásában jelent meg első novellagyűjteménye, a The Wind From a Burning Woman. A második válogatás a Tangents címet viseli, 1989 augusztusában kezdték árusítani.
Greg Bear nevezetes az elgondolkodtató és alapos kutatásokkal alátámasztott, sok esetben biológiai, genetikai és evolúciós tartalmat magukban foglaló műveiről. Bár a magyarországi megjelenésekre ez még nem teljesen jellemző, de legtöbb regénye a biológia valamely területét érinti összetevőiben, jó néhányuk (mint A vér zenéje vagy a Darwin's Radio) kifejezetten rá is fókuszál, s nem is csupán a tudományos oldalra önmagában, a tudományt művelő, eszközként vele élni tudó egyén útjára, a tudományt értelmezve, magyarázva, sőt az eredmények reakcióját is bemutatva, ha úgy tetszik egészen a hétköznapi kisember szintjére ereszkedve.

## Pályafutása
Greg Beart, tudományos részletekben bővelkedő művei miatt, hard science fiction szerzőként tartják számon. Karrierje kezdetén grafikusként is tevékenykedett, illusztrációkat publikált a korai Star Trek Concordance (Star Trek tárgymutató) című könyvben, mely a későbbi tv-sorozat alapműve volt; ezen kívül borítókat készített az 1980-ig megjelenő Galaxy Science Fiction magazinhoz és a Magazine of Fantasy & Science Fiction (F&SF)-hez, sőt számos saját, korai kiadású műve is dicséri a keze munkáját. Képzőművészeti pályájának ki nem teljesedését a szerző egyéb irányú, hivatásos írói, tudományos előadói (és ceremónia mesteri) elfoglaltságainak időigényével magyarázta.
Pályafutását szabadúszó újságíróként kezdte, számos újságcikket írt filmekről a Los Angeles Times-nak. 1979–1982 között a San Diego Union egy mellékletének szerkesztett könyvkritikákat, szakvéleményei a Newsday-ben és világszerte számos más magazinban is megjelentek. Könyvkereskedőként is dolgozott – mellesleg ez volt az utolsó hivatalos állása – és időnként előadott San Diegó-i iskolákban, vagy vándor-oktatóként tanfolyamokat tartott őstörténetről, tudománytörténetről, vagy éppen sci-fi és fantasy irodalmi témákban.
Később két évig szerkesztette feleségével, Astriddel a tudományos-fantasztikus írók fórumát, majd két évig volt az SFWA (Science Fiction and Fantasy Writers of America) Sérelmi Bizottsága munkatársa, aztán egy évig alelnöke, végül 1988–1990 között elnöke az SFWA Amerikai Tudományos-Fantasztikus és Fantasy Írók Egyesületének.
Más tudósokkal, mérnökökkel, asztronautákkal, írókkal együtt dolgozott a National Citizens Advisory Council (Polgári Tanácsadó Testület) űrpolitikai csoportjában is. Ez az alakulat az elsők közt vetette fel a világűr üzleti hasznosításának ötletét, s Bear a hidegháború befejezéséért tett lényeges lépéseket is tulajdonított ennek a társaságnak.
Nyújtott szakvéleményeket a Microsoft részére is (a Microsoft Xbox osztályának) és más szoftver társaságoknak, mint például a Callison Architectsnek Seattle-ben. Dolgozott tudományos és elméleti szakértőként az Amblin/Universal Earth 2 (Föld 2) tévés produkció bevezető epizódjában.
Az utóbbi időben az Egyesült Államok hadseregének és a CIA-nek biztonsági témákban nyújt szaktanácsokat a 2001. szeptember 11-ei események feltárásában. 2000-ben oktatott a Szövetségi Nyomozóiroda Akadémián, Quanticóban, Virgíniában, a „bűn és bűnüldözés természetéről és jövőjéről a büntetőjog tükrében”.
Tisztséget töltött még be a Museum of Science Fiction tanácsadó testületében.

### Irodalmi témái
Leggyakoribb témaválasztásainak területei a galaktikus konfliktusok ('Forge Of God' – Isten kovácsműhelye-könyvek), a mesterséges univerzumok ('The Way'- Az ösvény-sorozat), az öntudat és a kultúra kapcsolata a gyakorlatban ('Queen of Amgels' – Angyalok királynője), vagy akár a felgyorsuló evolúció ('Blood Music' – A vér zenéje; 'Darwin's Radio' – Darwin rádiója; 'Darwin – Darwin gyermekei). Legutóbb megjelent munkái a 2010-es évek eleji 'Forerunner Saga' (Hírnök)-trilógia darabjai, melyeket a 'fénygyűrű univerzumok' történetkörébe alkotott. Könyveinek száma meghaladja az ötvenet.
Regényeiben Bear gyakran céloz meg alapkérdéseket és javasol válaszul megoldásokat is a metafizika, kortárs tudomány és etika témaköreiben. Például az Isten kovácsműhelyé-ben magyarázatot vet fel a Fermi-paradoxonra, feltételezve, hogy a galaxist potenciálisan lakniuk kell fosztogató intelligenciáknak, és azok a fiatal civilizációk, amelyek életben maradva kívánják ezt átvészelni, jelenlétük kommunikációjában a legkevésbé sem harsányak, leginkább csendben maradnak. Az Angyalok királynőjé-ben a szerző a bűn, a bűnösség és a bűnhődés társadalomban betöltött szerepét boncolgatja. Azonos keretbe helyez kérdéseket a ráébredés és a megismerés tanulmányozása körül, kiváltképp a függetlenné váló, saját tudatú (mesterségesen intelligens), magasan fejlett számítógépek emberekkel történő interakcióiban. A Darwin-könyvekben civilizációnkat alapvetően egy humán genetikai mutáció jóvoltából létrejövő új emberi faj népesíti túl. Felvetődik a "valami új és elkerülhetetlen" elfogadásának etikai kérdése.
Kedvelt témája a létezés (teremtés, kialakulás) mint megfigyelési eszköz. A vér zenéjében a létezés válik valószínűtlenné egy másik megfigyelt (trilliónyi egysejtűből összeálló intelligens organizmus) létforma feltarthatatlan szétrajzásából. Az 'Anvil of Stars' (Csillagok üllője, az Isten kovácsműhelye folytatása) és a 'Moving Mars' (Költöző Mars), de a Beyond Heaven's River is, egy olyan fizikát tekint alapul, ahol megteremthető az információ átvitele az atom részei között/által (lásd: belső konverziós kommunikáció, Planck-Wheeler hosszúságú rádióhullámok). Az ötlet inspirálójaként, Frederick Kantor 1967-es Information Mechanics című művében név szerint említi Greg Beart. A Költöző Marsban ez az ismeret kifejezetten hozzájárul a bolygó eltávolításához a Naprendszerből, és a Mars pályára állításához egy távoli csillag körül.
A vér zenéjét 1983-ban először novellaként publikálta, majd a sikerre való tekintettel 1985-ben regényt írt belőle. Munkája első bejegyzést képez az irodalmi műfaj történetében, mint a nanotechnológia úttörő megjelenítése a tudományos fantasztikumban. Még közelebbről, a '83-as novella a science fiction első olyan műve, mely leír mikroszkopikus orvosi gépeket, és a DNS-t átprogramozható adattároló egységként tünteti fel, amely bővíthető (növekedni képes) és módosítható (mutálódik). Későbbi munkáiban, az Angyalok királynőjében elkezdve, majd folytatásában, a 'Slant' (Lejtő)-ben kiegészítve, Bear részletes leírást nyújt egy közeljövő-beli nanotechnológiai társadalomról. Történeti sorrendben a 'Heads' (Fejek) foglalkozik először a 'kvantumlogikai gondolkodó', egy az abszolút nullafok környékén működni képes hiperszámítógép ötletével, majd ez előkerül a Költöző Marsban is. A felsorolásba illeszthető még az MI sajátos értelmezése Jill nevű karakterében, melyet Robert A. Heinlein HOLMES IV elnevezésű (High-Optional, Logical, Multi-Evaluating Supervisor)(magas szinten választható – magas opciójú -, logikus, többszintű kiértékelési felügyelő) komputere ihletett a 'Moon is a Harsh Mistress' (A Hold egy durva szerelmes) című regényből.
Az időszak szerző-nagyágyúival – Gregory Benforddal és David Brinnel – előzmény regény-triptichont írtak Isaac Asimov ikonikus Alapítvány trilógiájához. Bear ezekből a művekből a középső könyvért volt felelős.
Amíg Greg Bear legtöbb munkája tudományos-fantasztikus mű, járatos volt más témakörökben is. A 'Songs of Earth and Power' (A Föld és a hatalom dalai) fantasy volt például, a 'Psychlone' horror. A 'Dead Lines' (Határvonalak) az író szerint valahol a fantasy és a science fiction határán terpeszkedik, mint egyfajta high-tech szellemtörténet.
Bear név szerint Ray Bradbury-t említette meg elsősorban, mint aki a legnagyobb befolyással bírt írásaira. Tinédzserként számos előadásán és rendezvényén vett részt Dél Kaliforniában. 1967-ben személyesen is találkoztak, majd ezt követően Bradbury haláláig tartó levelezést folytattak.

## Elismerések
1983-ban jelölték először művét – mégpedig Petra című novelláját – a Nebula-díjra. Az első Nebula-díját csak egy évvel később, 1984-ben nyerte, de akkor helyből kettőt, Hardfought című novelláért és A vér zenéje című kisregényért, majd ez utóbbi a Hugo-díjért is indult. Ennek a történetnek a kibővített, regény változata – aminek angol eredetije a novellával egy nevet visel – Franciaországban Prix Apollo-t vívott ki és a Hugo- és Nebula-díjra is nevezték. 1987-ben a Tangents érdemelte ki mind a Hugo-, mind Nebula-díjat a legjobb elbeszélés kategóriában. A Moving Mars az 1994-es Nebulát hozta el a legjobb regények között, Darwin's Radio pedig 2001-ben lett Nebula-díjas. A Dinosaur Summer és a Darwin's Radio egyaránt kiérdemelte az Endeavour-díjat az Egyesült Államok legjobb északnyugati íróinak publikációi között.
Regényei, elbeszélései legkevesebb 19 nyelven jelentek meg, az angolon kívül, japánul, oroszul, olaszul, csehül, franciául, lengyelül, finnül, svédül, spanyolul, portugálul, hollandul, németül, szerbül, horvátul, bolgárul, héberül, görögül és magyarul.
Történeteit mások is felhasználták, például Dead Run (Hiábavaló igyekezet) című elbeszélését Alan Brennert a The Twilight Zone televíziós műsor második évadába adaptálta, a The White Horse Child pedig 1993-ban CD-n jelent meg, az elektronikus könyvet ismertető multimédiás bemutató keretében.

## Magánélete
1975-ben Bear feleségül vette Christina M. Nielsont, 1981-ben váltak. 1983-ban Astrid Andersonnal (Poul és Karen Anderson lányával) kötött házasságot. Két gyermekük született, Chloe és Alexandra. Jelenleg a Washington-állambeli Seattle-ben élnek.
Greg Bear olyan teista, mely hit szerint az isten (vagy istenek) a világ teremtői, és székhelyük a világegyetemben lelhető fel.
2014. szeptember 23-án aorta műtéten esett át, melynek keretében mechanikus szívbillentyűt kapott.

## Művei

### Regények

#### Sorozatok

##### Darwin
- Darwin's Radio (1999) Nebula-díjas; Hugora, Locus SF-re és John W. Campbell emlékdíjra jelölve 2000-ben
- Darwin's Children (2003) Locus SF-re, Arthur C. Clarke- és John W. Campbell emlékdíjra jelölve 2004-ben

##### The Forge of God
- The Forge of God (1987) Hugora és Locus SF díjakra jelölve 1988-ban, Nebulára jelölve 1986-ban
- Anvil of Stars (1992)

##### Songs of Earth and Power
- The Infinity Concerto (1984) Locus fantasy díjra jelölve 1985-ben
- The Serpent Mage (1986)
- Songs of Earth and Power (1994 – a sorozat két könyvének összevont kiadása)

##### Quantico
- Quantico (2005)
- Mariposa (2009)

##### Quantum Logic
Belső kronológia szerinti felsorolásban
- Queen of Angels (1990) Hugora, Locusra és John W. Campbell emlékdíjra jelölve 1991-ben
- / vagy ismertebb címén Slant (1997) John W. Campbell emlékdíjra jelölve 1998-ban
- Heads (1990)
- Moving Mars (1993) Nebula-díjas; Hugora, Locus SF-re és John W. Campbell emlékdíjra jelölve 1994-ben

##### War Dogs
- War Dogs (2014)
- Killing Titan (2015)
- Take back the Sky (2016)

##### The Way
- Eon (1985) Arthur C. Clarke-díjra jelölve 1987-ben
- Eternity (1988)
- Legacy (1995) Locus SF díjra jelölve 1996-ban
- The Way of All Ghosts (1999)

#### Sorozatok (nem saját indítású)

##### Alapítvány
- Foundation and Chaos (1998) (Alapítvány és káosz) Isaac Asimov nyomán a Második Alapítvány-trilógia 2. kötete

##### Man-Kzin Wars
- The Man Who Would Be Kzin (S. M. Stirlinggel) (1991)

##### Halo
- Halo: Cryptum (2011) (Forerunner trilógia 1. könyv)
- Halo: Primordium (2012) (Forerunner trilógia 2. könyv)
- Halo: Silentium (2013) (Forerunner trilógia 3. könyv)

##### Star Trek: The Original Series
- Corona (1984)

##### Star Wars
- Rogue Planet (2000) (Az álmok bolygója)

##### Foreworld Saga
- The Mongoliad (2012-2013)

#### Önálló kötetek
- Hegira (1979)
- Psychlone (1979, később Lost Souls néven is megjelent)
- Beyond Heaven's River (1980)
- Strength of Stones (1981)
- Blood Music (1985) (A vér zenéje) regény – Nebula-díjra jelölve 1985-ben, Hugora és John W. Campbell emlékdíjra valamint British Science Fiction díjra jelölve 1986-ban
- Dinosaur Summer (1998) Endeavour-díjas 1999-ben
- Vitals (2002) John W. Campbell emlékdíjra jelölve 2003-ban
- Dead Lines (2004)
- City at the End of Time (2008) Locusra és John W. Campbell emlékdíjra jelölve 2009-ben
- Hull Zero Three (2010)

### Elbeszélések, novellák, gyűjtemények
- Hardfought (1983)

#### Gyűjteményes kiadások
- The Wind from a Burning Woman (1983)
- Early Harvest (1988 február)
- Tangents (1989)
- Bear's Fantasies (1992)
- The Collected Stories of Greg Bear (2002)
- W3: Women in Deep Time (2003)
- Sleepside: The Collected Fantasies (2005 november)

#### Szerkesztett antológiák
- New Legends (1995, Martin H. Greenberggel)
- Multiverse: Exploring Poul Anderson's Worlds (2014, Gardner Dozois-val)
- Nebula Awards Showcase 2015 (2015)

## Magyarul megjelent
- A vér zenéje; ford. Szilágyi Tibor; Móra, Bp., 1991 (A sci-fi mesterei)
- Fejek; ford. Nemes Ernő; Marsyas Sci-Fi Egyesület, Bp., 1995
- Alapítvány és káosz; Isaac Asimov nyomán, ford. Szántai Zsolt, idézetford. Baranyi Gyula; Szukits, Szeged, 1998
- Az álmok bolygója; ford. Dinya Tamás; Aquila, Debrecen, 2002